# Хряпа Борис Іванович
Бори́с Іва́нович Хряпа (* 20 травня 1926, Бутенки, тепер Кобеляцький район — † 13 жовтня 2009) — заслужений працівник МВС, 1965 — кавалер ордена Червоної Зірки, 1971 — ордена Леніна, ордена Вітчизняної війни 1 ступеня, нагороджений багатьма медалями, Почесною грамотою Президії ВР СРСР, 1996 — відзнакою Президента України «Іменна вогнепальна зброя» — пістолетом «Форт-12». 81 раз був заохочений керівництвом МВС, в тому числі 8 іменними годинниками, першого годинника отримав 1946 року — за боротьбу з бандитизмом; полковник запасу.

## Життєпис
Походить із селянської родини, батько був учасником Першої світової війни, нагороджений Георгіївським хрестом, нагороду вручав особисто Микола Другий; за радянської влади працював у «Заготзерні», мати виховувала шістьох дітей.
До початку Другої світової війни закінчив 7 класів, займався стрільбою, виконав нормативи на значок «Ворошиловський стрілець». З початком війни батька забрали на фронт, родина лишилася на окупованій території; сестру Марфу нова влада вивезла на примусові роботи до Німеччини.
При поверненні радянської влади добився, що його у вересні 1943 беруть у піхоту, брав участь у боях за визволення Полтавщини. Служив у батареї 45-мм гармат, як приклад його в одній фронтовій замітці ставила армійська газета «За Вітчизну», загалом підбив 5 танків. Освоїв майстерність снайпера, у вільний час від обов'язків навідника-артилериста вбив 21 нацистського солдата, з них і снайпера — за знайденими паперами виявилося, що останній убив 42 радянських вояків.
Був поранений в око, одужав і повернувся на фронт — згодом виявилося, що мав в оці 5 осколків, котрі й викликали подальшу втрату зору одного ока. У лютому 1944 поранений вдруге розривною кулею, лікувався в госпіталях Кіровограда та Харкова, Ленінакана, у серпні комісований як непридатний до стройової служби та фізичної праці. Вже на пенсії йому оперативно видалили половину пораненої в часі війни ступні.
Повернувшись додому, довідується, що батько загинув на фронті, і, не бажаючи висіти ярмом і так нужденної родини, умовляє лікаря виписати довідку про придатність до служби, працює в Кобеляцькому райвідділі міліції, на роботу ходив з паличкою. Того ж року відряджений до Києва, працював постовим міліціонером, пройшов пришвидшені курси, призначений помічником по боротьбі з бандитизмом.
Без відриву від роботи заочно закінчив Одеську школу міліції. Через серію крадіжок матеріалу на пошиття, відряджений до Ростова-на-Дону, де взяв участь у комбінованій операції, увійшовши під легендою в стосунок до родичів розшукуваного «злодія в законі».
Після того був відряджений для навчання до Вищої школи міліції МВС СРСР, але не зміг пройти медичну комісію — через поранення. Вступив на заочне відділення Київського державного університету — на юридичний факультет, який успішно закінчив у 1960-х роках.
Мав собі за правило в кожному випадку пересвідчитися особисто у винуватості підозрюваного, по багато разів переперевіряючи покази свідків та матеріали справи. Так, особисто протягом двох років методично запрошував жінку-свідка, котра бачила підозрюваного в убивстві, нерозкритому й уже майже «списаному» та забутому; і таки добився нових даних та розкрив справу. У іншому випадку він розкриває вбивство лише завдяки своїй уважності, не повіривши показам лжесвідкині, яка й виявилася вбивцею. Завдяки добрій пам'яті він, перебуваючи в Кустанаї, допоміг розкрити серію крадіжок лише завдяки знанню почерку злочинця, яким йому в минулому доводилося займатися.
Мав заслужений авторитет у співробітників, поважали його й представники кримінального середовища. Колишнім правопорушникам, що відбули покарання та бажали порвати з кримінальним світом, допомагав працевлаштуватися.
Застосовував зброю при затриманні тільки три рази, у всіх випадках дії було визнано правомірними.
Свого часу намагався схилити до співпраці з органами правопорядку Семена Могилевича. Той вперто відмовлявся, а Хряпа не став наполягати.
Протягом майже 20 років працював заступником начальника київського кримінального розшуку, пішов на пенсію в листопаді 1983 року. Однак і далі працював консультантом Головного управління МВС у Києві, підрозділ «Сова».
Сценарист Валерій Лапікура на основі його пригод написав сценарій для фільму «При загадкових обставинах» — інспектор Олексій Сирота, книжкова серія «Інспектор та кава».